# Le radici del caso
Le radici del caso è un libro di Arthur Koestler del 1972, un'introduzione alle teorie della parapsicologia, tra cui la percezione extrasensoriale e la psicocinesi. Koestler postula collegamenti tra la fisica moderna, la loro interazione con il tempo e i fenomeni paranormali. Egli è influenzato dalla concezione di Carl Gustav Jung sulla sincronicità e la serialità di Paul Kammerer.
Lo psicologo David Marks ha criticato il libro per avallare la pseudoscienza. Marks ha osservato che Koestler acriticamente ha accettato esperimenti ESP e ha ignorato la prova che non si adatta alla sua ipotesi. Marks ha coniato il termine "fallacia di Koestler", come l'ipotesi che le strane dispute di eventi casuali non possono sorgere per caso. Marks illustra il fatto che tali strani eventi si verificano regolarmente con esempi dalla propria esperienza. John Beloff ha dato al libro una recensione mista, descrivendolo come "un tipico spettacolo Koestleriano", ma ha osservato che alcune delle sue affermazioni riguardo alla ricerca psichica erano inesatte.

## Apparizioni nella cultura di massa
Al volume 7 di V per Vendetta di Alan Moore e David Lloyd, l'ispettore Finch legge Le radici del caso. Ci si riferisce a Koestler più volte nel lavoro e nel romanzo film di Steve Moore. Le idee di Koestler avevano già fatto la loro strada nelle questioni del Dr. Manhattan di Moore e di Dave Gibbons in Watchmen.
Il musicista Sting è stato un avido lettore di Koestler durante i primi anni ottanta. Sting ha intitolato Synchronicity un album in studio dei Police come riferimento a Le radici del caso. Due anni prima Sting aveva chiamato il precedente album dei Police Ghost in the Machine, in riferimento ad un altro libro di Koestler.
The roots of coincidence è anche il titolo di un brano del Pat Metheny Group incluso nell'album Imaginary Day (1997) e insignito del Grammy Award.
Inoltre, ha svolto un ruolo significativo nell'Episodio 4 (collegato) di Serie X di Red Dwarf, per spiegare la causa delle coincidenze apparenti. Il Picador edizione economica è parte integrante nel promuovere la trama di questo episodio.

## Edizioni italiane
- Arthur Koestler, Le radici del caso, Astrolabio, 1978,  p. 152, ISBN 9788834004760.